# Allahoe akbar (islam)

"Allahu akbar" op de vlag van Irak.

Allahoe akbar (الله أَكْبَر, Allāhu akbar) is een Arabische zinsnede die ook de takbīr of takbeer (تَكْبِير) wordt genoemd en meestal vertaald wordt als "God is de grootste". Anderen vertalen de woorden ook wel met "God is groot", "God is zeer groot" of "God is groter". Tevens wordt "Allah akbar" tijdens de salat opgezegd, namelijk telkens aan het begin van het gebed dat moslims in principe vijfmaal per dag verrichten.
Akbar is de overtreffende trap van het bijvoeglijk naamwoord kabīr (geweldig, groot, belangrijk). Als de zinsnede wordt gebruikt ter vergelijking, zoals in Allāhu akbar min malā'ikatihi ("God is groter dan Zijn engelen"), heeft akbar de betekenis van "groter dan" of "belangrijker dan". Als het los gebruikt wordt, heeft het de betekenis van "grootste" of "opperste". De term kan ook zo uitgelegd worden dat God niet groter is dan iets of iemand, maar dat Hij simpelweg zo groot is dat het niet te bevatten is.
In algemenere zin wordt het Allahoe akbar gebruikt als een leuze om te bevestigen dat God (Allah) groter is, oftewel: de God van Abraham, Noach, Mozes, Jezus en Mohammed wordt verondersteld groter en belangrijker te zijn dan die van andere (niet-abrahamitische) religies.
"Allahoe akbar" staat in het midden van de vlag van Irak, langs de randen van de centrale witte baan op de vlag van Iran en onder de sjahada in de vlag van Afghanistan. Tevens is het de titel van het voormalige volkslied van Libië.
De uitdrukking is in het Westen vooral bekend als een strijdkreet in het kader van islamitisch extremisme en islamitisch terrorisme.
De uitdrukking kwam ook voor in het Nederlandse Kinderen voor Kinderen-lied Baklava of Rijstevla uit 1993, wat in 2009 leidde tot Kamervragen omdat men het niet vond kunnen dat een islamitische strijdkreet werd gebruik in een kinderliedje. 